# DADA
「DADA」（ダダ）は、RADWIMPSのメジャー9枚目、通算12枚目のシングル。 2011年1月12日に EMIミュージック・ジャパンから発売された。

## 概要
RADWIMPSの2011年第一弾シングルで、前作「携帯電話」「マニフェスト」から約半年ぶりのリリースとなる。曲名の「DADA」とは『ダダイスム』、『駄々っ子』、『曲のキーが「Dm」と「Am」』の3つの意味がある。曲のキーは後で気付いたという。

## 批評
「DADA」はポピュラー音楽の批評家から肯定的評価を得ている。『hot express』の武川春奈は、「ドラムロールと共に吐き出される、“生きてる間すべて遠回り”“誰しも死ぬ時が出口”といった野田節の数々。金属音のように鋭いうねりをみせるギター。地響きを立てながら重たいサウンドを轟かせるベース。彼らの新境地となった『おしゃかしゃま』を彷彿とさせるほど目まぐるしく色を変え、激しく飛び回る音たち。高い演奏技術を持っているバンドだけに、表題曲のようなエモパンクを混ぜ込んだ作品では、より力強い輝きを放つ。脳みそを揺さぶられる感覚。狂ったように体を動かしたくなる感覚。ちょっと危険で、かなり刺激的。そんな要素が細部に施された作品だ。」と批評した。『CDジャーナル』の木村浩子は、「「イーディーピー」などの初期ラッドを想起させるメタリックなギターが印象的なミクスチャー・ロック・チューン」であると批評。歌詞は虚無感や漠然とした不安が渦巻く時代に疑問を呈する"現代のダダイズム"を意識していると思われ、これまでの歌詞が「君と僕」の恋愛感情が中心だったが、近作からより広い愛情や世の中への視線のシフトが感じられるとコメントした。また、多く韻を踏み、文字量が多い言葉遊び的な要素を取り入れる事で過剰な熱さを回避しているとも指摘した。『リッスンジャパン』の青雪吉木は、"攻撃的な曲"だと批評。前作「携帯電話」「マニフェスト」はアイリッシュ･トラッドやカントリーのテイストを持った、穏やかで優しくユーモラスな楽曲だったのに対し、本作は「マーチング･バンドのように連打される太鼓から始まり、電話のベルやスクラッチを混ぜつつ、轟音ギターでブレイクするミクスチャー･ロック」で、"「おしゃかしゃま」の発展版"といえるだろうとコメントした。

## チャート成績
2011年1月24日付オリコン週間シングルチャートで「オーダーメイド」以来3年ぶり2作目の首位獲得となった。初動売上はシングルでは自己最高の9万枚(正式には89941枚)を記録し、初動売上のみで前作「携帯電話」「マニフェスト」それぞれの累計売上を上回った。累計売上はこれまでの最高であった「オーダーメイド」の売上を上回り、自身のシングルでは最大のヒット作となっている。
同年1月24日付けのBillboard JAPANHot 100とHot Singles Salesの2つのシングルチャートで首位を獲得。Hot Top Airplayでは1月3日付けで初登場42位、17日付けで4位まで一気に上昇。Adult Contemporary Airplayでは1月3日付けで98位で初登場した後徐々に順位を上げ、1月24日付けで最高8位を記録。同年1月18日付けの日本レコード協会による着うたフルのダウンロード数を集計したRIAJ有料音楽配信チャートで初登場8位を記録。

## 収録内容
| 全作詞・作曲: 野田洋次郎、全編曲: RADWIMPS。 |           |            |            |      |
| #                                            | タイトル  | 作詞       | 作曲・編曲 | 時間 |
| 1.                                           | 「DADA」  | 野田洋次郎 | 野田洋次郎 | 3:45 |
| 2.                                           | 「縷々」  | 野田洋次郎 | 野田洋次郎 | 4:03 |
| 合計時間:                                    | 合計時間: | 7:48       |            |      |

## 楽曲詳細
1. DADA
「おしゃかしゃま」や「ハイパーベンチレイション」を引き継ぐ様なラップ調ロック。
PVに登場する文字はCGではなくこの為に作られた木製の実物であり、作られた文字は全部で814文字にも及ぶという[7]。
リリース以降ライブで演奏されることが多く、アンコールでも披露するなど定番曲となっている。
2022年11月28日放送の「CDTVライブ!ライブ!」で発売から約12年を経てテレビ初披露された。
2. 縷々
バラード調の曲。読み方は「るる」。縷々とは「細く長く続くさま」「ごまごまと詳しく述べるさま」という意味である。
2009年のアルバムツアー「イルトコロニーTOUR 09」にて「七ノ歌」を演奏する直前、ワンフレーズのみ歌われていた。

## 参加ミュージシャン

### RADWIMPS
野田洋次郎 - Vocal & Guitar
桑原彰 - Guitar
武田祐介 - Bass
山口智史 - Drums

## チャート
| チャート（2011年）                         | 最高 順位 |
| ------------------------------------------ | --------- |
| オリコン週間シングルチャート               | 1         |
| Billboard JAPAN Hot100                     | 1         |
| Billboard JAPAN Hot Singles Sales          | 1         |
| Billboard JAPAN Hot Top Airplay            | 4         |
| Billboard JAPAN Adult Contemporary Airplay | 8         |
| RIAJ有料音楽配信チャート                   | 8         |

### 売上
| チャート                            | 売上   |
| ----------------------------------- | ------ |
| オリコン フィジカル                 | 89,941 |
| サウンドスキャンジャパン フィジカル | 83,452 |